# Barragem de Vale do Rossim
A Barragem de Vale do Rossim, construída sobre o leito da ribeira da Fervença, localiza-se no Município de Gouveia, Distrito de Guarda, em Portugal. A barragem entrou em funcionamento em 1956.

## Barragem
É uma barragem de gravidade de betão e alvenaria. Possui uma altura de 27 m acima da fundação (17,46 m acima do terreno natural) e um comprimento de coroamento de 375 m (largura 1,5 m). O volume da barragem é de 25.000 m³. Possui uma capacidade de descarga máxima de 10 (descarga de fundo) + 66 (descarregador de cheias) m³/s.

## Albufeira
A albufeira da barragem apresenta uma superfície inundável ao NPA (Nível Pleno de Armazenamento) de 0,37 km² e tem uma capacidade total de 3,5 Mio. m³ (capacidade útil de 3,4 Mio. m³). As cotas de água na albufeira são: NPA de 1436 metros, NMC (Nível Máximo de Cheia) de 1436,75 metros e NME (Nível Mínimo de Exploração) de ... metros.
A albufeira da barragem de Vale do Rossim encontra-se interligada com a da barragem de Lagoacho por um túnel com 3270 m de extensão. Um canal de adução (comprimento de 2330 m) que sai da barragem de Lagoacho e uma conduta forçada (comprimento de 2120 m) constituen o circuito hidráulico. Assim a central hidroeléctrica de Sabugueiro II é alimentada pelas barragens de Vale do Rossim e de Lagoacho.